# Kobyletska Poliana
Kobyletska Poliana (ukrainien : Кобилецька Поляна) est une commune urbaine de l'oblast de Transcarpatie, en Ukraine. Elle compte 3 483 habitants en 2021.